# Aa fiebrigii
Aa fiebrigii је врста из рода орхидеја Aa из породице Orchidaceae. Ова врста је пореклом из Боливије.